# International Carbon Action Partnership
Die International Carbon Action Partnership (ICAP) wurde im Jahr 2007 von über 15 Regierungsrepräsentanten als ein internationales Forum für die Zusammenarbeit zwischen staatlichen und sub- bzw. suprastaatlichen Akteuren gegründet, die einen Emissionsrechtehandel in Form eines Cap-and-Trade-Programms bereits eingeführt haben oder einzuführen planen.
Der damalige kalifornische Gouverneur Arnold Schwarzenegger verkündete auf der Gründungsveranstaltung:
„Die erste Partnerschaft ihrer Art wird mehr Anreize für Investitionen in saubere Technologien schaffen und Wirtschaftswachstum bringen, während Verschmutzer nicht aus der Verantwortung entlassen werden. Und das wird dabei helfen, die Gesundheit unseres Planeten zu erneuern.“
José Sócrates, bis 2011 portugiesischer Premierminister, erläuterte, dass die Partnerschaft geschaffen wurde, um CO2-Märkte weltweit zusammenzubringen und damit den Klimawandel erfolgreicher zu bekämpfen. ICAP umfasst Mitglieder des Europäischen Emissionshandelssystems (EU-ETS), der Western Climate Initiative (WCI), der Regional Greenhouse Gas Initiative (RGGI) sowie Australiens, Neuseelands, Norwegens und der Regierung der Metropolregion Tokio. Beobachterstatus besitzen Japan, Kasachstan, Südkorea und die Ukraine.  Mitglieder tauschen sich zu bewährten Methoden aus und diskutieren Gestaltungsmerkmale eines Emissionsrechtehandels im Hinblick auf einen reibungslos funktionierenden CO2-Markt. ICAP sieht sich in seiner Arbeit durch die Tatsache motiviert, dass die Verknüpfung von CO2-Märkten sowohl ökonomische als auch soziale und ökologische Vorteile bringen kann.

## Organisation
ICAP ist als offenes Forum von Regierungen und öffentlichen Institutionen konzipiert, die sich mit der Umsetzung eines Emissionshandels beschäftigen. Die Hauptorgane von ICAP sind das Plenum und der Lenkungsausschuss. Die tägliche Arbeit wird unterstützt vom ICAP-Sekretariat mit Sitz in Berlin unter Begleitung der ICAP-Co-Vorsitzenden. Dessen Träger ist das Berliner Beratungsunternehmen adelphi GmbH.

## Ziele
- Teilen von Erfolgsmethoden und gegenseitiges Lernen aus gemachten Erfahrungen zum Emissionsrechtehandel
- Unterstützung politischer Entscheidungsträger in einem frühen Stadium bei Themen wie Designkompatibilität und Etablierungsmöglichkeiten eines Emissionshandels
- Unterstützung bei der möglichen Verknüpfung von zukünftigen Handelssystemen
- Propagieren der Schlüsselrolle von Emissionshandelssystemen als eine effektive Antwort auf die Herausforderungen des Klimawandels
- Aufbau und Stärkung der Zusammenarbeit zwischen den Regierungen

## Aktivitäten
Die Arbeit von ICAP konzentriert sich auf drei verschiedene Gebiete: technischer Dialog, Wissensverbreitung und Wissensausbildung in Schwellen- und Entwicklungsländern.

### Technischer Dialog
Beim technischen Dialog werden Themen wie die Verknüpfung von Emissionshandelssystemen, Allokationsmethoden, Measurement Reporting and Verification (MRV), Kompensationszertifikate und Carbon Leakage behandelt. Veranstaltungen geben Vertretern der ICAP-Mitglieder die Gelegenheit, mit internationalen und lokalen Experten ihre Expertise zu technischen Fragestellungen zu teilen und Maßnahmen zur Schaffung eines globalen CO2-Markts zu diskutieren.

### Wissensverbreitung
Die Organisation fungiert als Wissensplattform zu existierenden und geplanten Emissionshandelssystemen, aber auch zu allgemeinen Fragen wie bspw. den Vorzügen und Designmöglichkeiten des Emissionshandels. Um der wachsenden Nachfrage nach verlässlichen und detaillierten Informationen zu weltweiten Emissionshandelssystemen nachzukommen, entwickelte ICAP eine interaktive und regelmäßig aktualisierte Karte, die einen Überblick über bestehende Emissionshandelssysteme gibt. Darüber hinaus bietet der ICAP Status Report: Emissions Trading Worldwide Merkblätter zu allen existierenden und geplanten Emissionshandelssystemen sowie Infografiken, die eine einfache Vergleichbarkeit ermöglichen. Politische Entscheidungsträger und CO2-Markt-Experten geben in Beiträgen Einblicke zu Meilensteinen bei Einrichtung und Betrieb von Emissionshandelssystemen. Des Weiteren organisiert ICAP regelmäßig Begleitveranstaltungen auf UN-Klimakonferenzen.

### Erfahrungsaufbau in Schwellen- und Entwicklungsländern
Seit 2009 organisiert ICAP Kurse zu technischen Fragestellungen, wie Gestaltung und Umsetzung von Cap-and-Trade-Systemen, für Teilnehmer aus Schwellen- und Entwicklungsländern. Im Jahre 2014 zählte die ICAP-Alumni-Gruppe 289 Kursteilnehmer aus 39 Staaten.